# Logbadjeck
Logbadjeck est un village, chef-lieu de la commune de la Dibamba dans la Région du Littoral du Cameroun.

## Géographie
Le village se trouve sur la route P14 à 25 km au nord de la préfecture de la Sanaga-Maritime: Edéa.

## Population et développement
En 1967, la population de Logbadjeck était de 613 habitants. La population de Logbadjeck était de 783 habitants dont 397 hommes et 386 femmes, lors du recensement de 2005.